# エム・バタフライ
『エム・バタフライ』（M.Butterfly）は、中国の文化大革命当時の史実を元に描き、トニー賞を受賞した舞台劇『M.バタフライ』を映画化した1993年の作品。

## ストーリー
1964年、北京。情報部員による横領はびこるフランス大使館に赴任したルネ・ガリマール。
ある夜会でオペラ「蝶々夫人」が上映され、主演女優のソン・リリンに心惹かれてゆく。
やがて二人は交際を始め、ルネはますます彼女に夢中になってゆく。
ソンの秘密を知らないまま…。

## スタッフ
- 監督 デイヴィッド・クローネンバーグ

## キャスト
- ソン・リリン　：　ジョン・ローン
- ルネ・ガリマール　：　ジェレミー・アイアンズ
- ジャンヌ・ガリマール、ルネの妻　：　バルバラ・スコヴァ
- トゥーロン大使　：　イアン・リチャードソン
- コーマレード・チン　：　シズコ・ホシ（英語版）

## 評価
レビュー・アグリゲーターのRotten Tomatoesでは21件のレビューで支持率は43%、平均点は5.60/10となった。Metacriticでは19件のレビューを基に加重平均値が43/100となった。